# Bad Häring
Bad Häring (fino al 1965 Häring) è un comune austriaco di 2 613 abitanti nel distretto di Kufstein, in Tirolo.